# Olympijský oheň

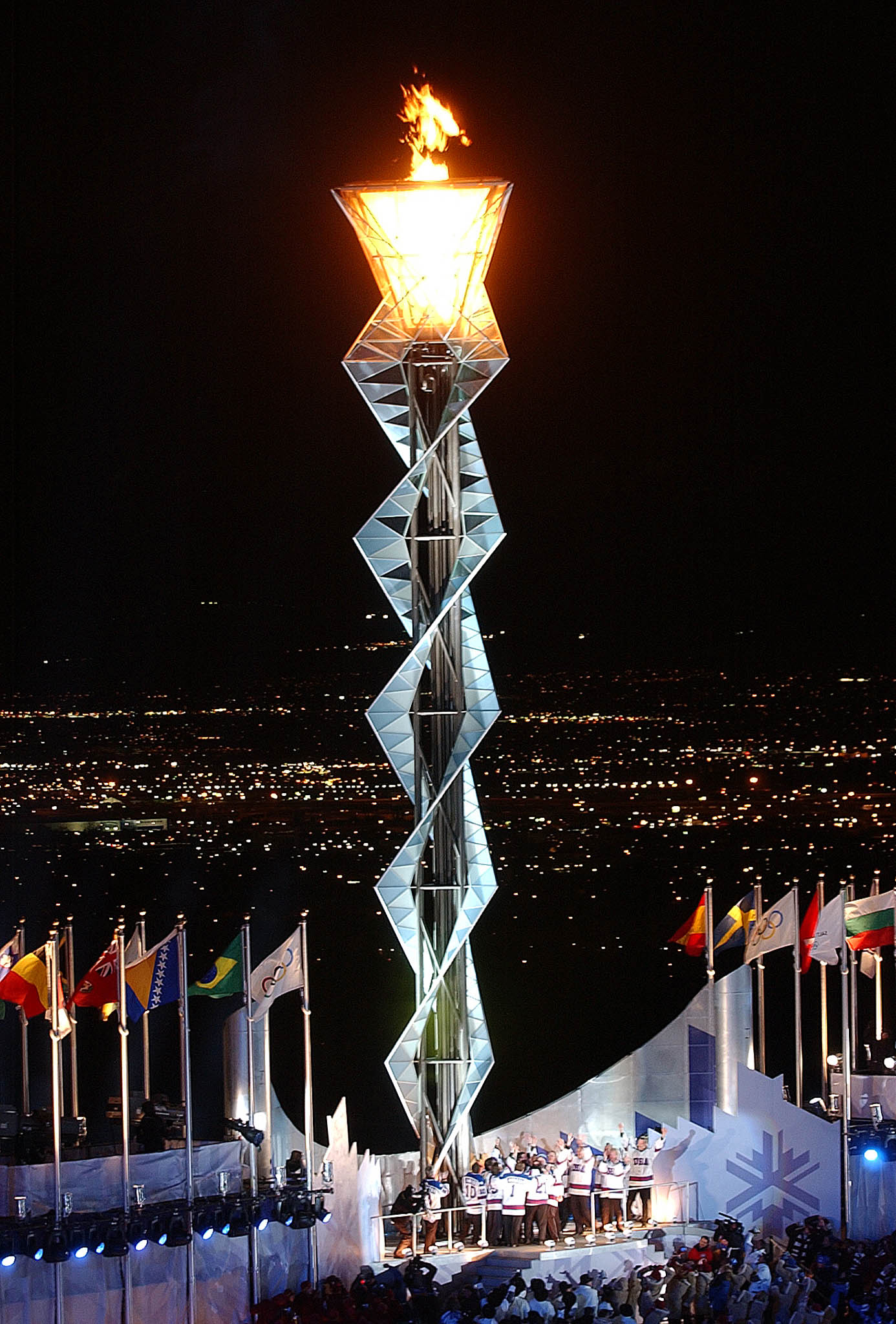
Olympijský oheň při zimních olympijských hrách v roce 2002.

Olympijský oheň, ztvárněný také ve formě olympijské pochodně, je jedním ze základních symbolů olympijských her. Připomíná oheň, který podle legendy ukradl Prométheus Diovi a dal ho lidem. Původ tohoto symbolu pochází ze starověkého Řecka, kde byl oheň udržován po dobu trvání her. Tento zvyk byl obnoven na letních olympijských hrách v Amsterdamu v roce 1928. Od roku 1936 je součástí moderní olympijské tradice také štafeta olympijské pochodně, kterou zavedl Carl Diem a není starověkého původu.
V dnešní době bývá pochodeň slavnostně zapálena ve starověké Olympii v Řecku obvykle několik týdnů před zahájením olympiády. Jedenáct žen představuje kněžky. Za pomoci slunečních paprsků zapálí louč. Poté je oheň štafetovým způsobem přenášen po celém světě až do dějiště her. Samotným zapálením obří pochodně na stadionu je pověřena významná osobnost (nejčastěji jde o bývalé sportovce, kteří se zapsali do historie sportu a olympijských her).

## Osoby, které zažehly olympijský oheň

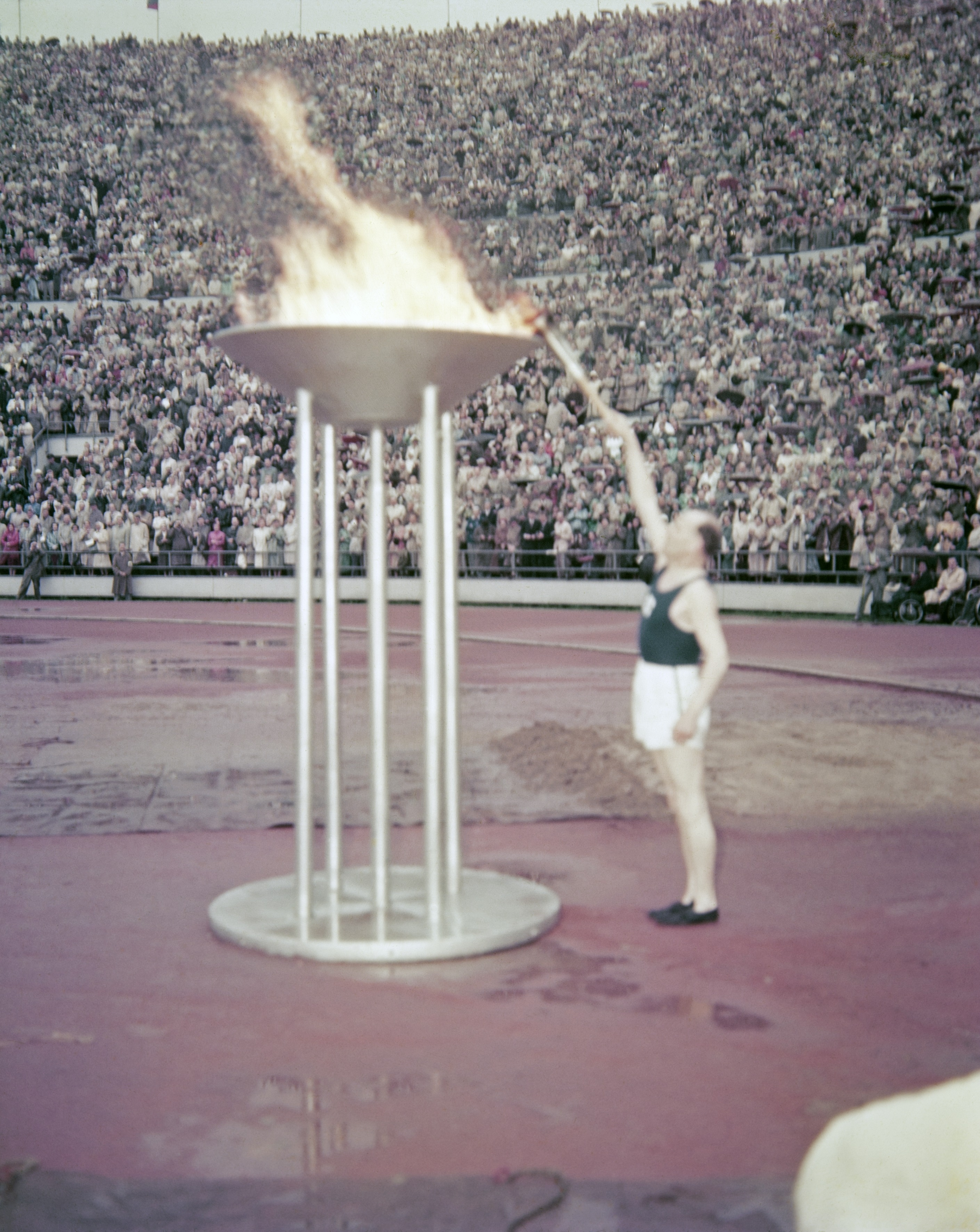
Paavo Nurmi zapalující oheň v Helsinkách roku 1952

| Hry      | Místo             | Zapalovač | Sport                                                                                        | Zdroj                |
| -------- | ----------------- | --- | -------------------------------------------------------------------------------------------- | -------------------- |
| 1936 LOH | Berlín            | Fritz Schilgen | lehká atletika                                                                               | [ 1 ]                |
| 1948 LOH | Londýn            | John Mark | lehká atletika                                                                               | [ 2 ]                |
| 1952 ZOH | Oslo              | Eigil Nansen |                                                                                              | [ 3 ]                |
| 1952 LOH | Helsinky          | Paavo Nurmi a Hannes Kolehmainen | lehká atletika                                                                               | [ 4 ]                |
| 1956 ZOH | Cortina d'Ampezzo | Guido Caroli | rychlobruslení                                                                               | [ 5 ]                |
| 1956 LOH | Melbourne         | Ron Clarke (Melbourne) a Hans Wikne (Stockholm)                                                                                             | lehká atletika (Clarke) jezdectví (Wikne)                                                    | [ 6 ]                |
| 1960 ZOH | Squaw Valley      | Ken Henry | rychlobruslení                                                                               | [ 7 ]                |
| 1960 LOH | Řím               | Giancarlo Peris | lehká atletika                                                                               | [ 8 ]                |
| 1964 ZOH | Innsbruck         | Josef Rieder | alpské lyžování                                                                              | [ 9 ]                |
| 1964 LOH | Tokio             | Jošinori Sakai | lehká atletika                                                                               | [ 10 ]               |
| 1968 ZOH | Grenoble          | Alain Calmat | krasobruslení                                                                                | [ 11 ]               |
| 1968 LOH | Ciudad de México  | Norma Enriqueta Basilio de Sotelo | lehká atletika                                                                               | [ 12 ]               |
| 1972 ZOH | Sapporo           | Hideki Takada | rychlobruslení                                                                               | [ 13 ]               |
| 1972 LOH | Mnichov           | Günther Zahn | lehká atletika                                                                               | [ 14 ]               |
| 1976 ZOH | Innsbruck         | Christl Haas a Josef Feistmantl | alpské lyžování (Haas) sáňkování (Feistmantl)                                                | [ 15 ]               |
| 1976 LOH | Montréal          | Stéphane Préfontaine a Sandra Henderson | lehká atletika                                                                               | [ 16 ]               |
| 1980 ZOH | Lake Placid       | Charles Gugino |                                                                                              | [ 17 ]               |
| 1980 LOH | Moskva            | Sergej Bělov | basketbal                                                                                    | [ 18 ]               |
| 1984 ZOH | Sarajevo          | Sanda Dubravčić | krasobruslení                                                                                | [ 19 ]               |
| 1984 LOH | Los Angeles       | Rafer Johnson | lehká atletika                                                                               | [ 20 ]               |
| 1988 ZOH | Calgary           | Robyn Perry | krasobruslení                                                                                | [ 21 ]               |
| 1988 LOH | Soul              | Chung Sun-man, Sohn Mi-chung a Kim Won-tak                                                                                                  | lehká atletika                                                                               | [ 22 ]               |
| 1992 ZOH | Albertville       | Michel Platini a François-Cyrille Grange | fotbal (Platini) alpské lyžování (Grange)                                                    | [ 23 ]               |
| 1992 LOH | Barcelona         | Antonio Rebollo | lukostřelba                                                                                  | [ 24 ]               |
| 1994 ZOH | Lillehammer       | Haakon Magnus | norský korunní princ                                                                         | [ 25 ]               |
| 1996 LOH | Atlanta           | Muhammad Ali | box                                                                                          | [ 26 ]               |
| 1998 ZOH | Nagano            | Midori Ito | krasobruslení                                                                                | [ 27 ]               |
| 2000 LOH | Sydney            | Cathy Freemanová | lehká atletika                                                                               | [ 28 ]               |
| 2002 ZOH | Salt Lake City    | hokejový olympijský tým 1980 | lední hokej                                                                                  | [ 29 ]               |
| 2004 LOH | Athény            | Nikolaos Kaklamanakis | jachting                                                                                     | [ 30 ]               |
| 2006 ZOH | Turín             | Stefania Belmondová | běh na lyžích                                                                                | [ 31 ]               |
| 2008 LOH | Peking            | Li Ning | sportovní gymnastika                                                                         | [ 32 ]               |
| 2010 ZOH | Vancouver         | Catriona LeMayová-Doanová (závěrečný ceremoniál), Steve Nash, Nancy Greene a Wayne Gretzky (vnitřní ohniště) Wayne Gretzky (vnější ohniště) | rychlobruslení (Le May Doan) basketbal (Nash) alpské lyžování (Greene) lední hokej (Gretzky) | [ 33 ] [ 34 ] [ 35 ] |
| 2012 LOH | Londýn            | Callum Airlie, Jordan Duckitt, Desiree Henry, Katie Kirk, Cameron MacRitchie, Aidan Reynolds a Adelle Tracey                                | lehká atletika (Henry, Kirk, Reynolds, Tracey) veslování (MacRitchie) jachting (Airlie)      | [ 36 ] [ 37 ]        |
| 2014 ZOH | Soči              | Irina Rodninová a Vladislav Treťjak | krasobruslení (Rodninová) lední hokej (Tretiak)                                              | [ 38 ]               |
| 2016 LOH | Rio de Janeiro    | Vanderlei Cordeiro de Lima | atletika                                                                                     |                      |
| 2018 ZOH | Pchjongčchang     | Kim Ju-na | krasobruslení                                                                                |                      |
| 2020 LOH | Tokio             | Naomi Ósakaová | tenis                                                                                        |                      |
| 2022 ZOH | Peking            | Dinigír I-La-Mu-Ťiang Čao Ťia-wen |                                                                                              |                      |
| 2024 LOH | Paříž             | Marie-José Pérecová Teddy Riner | lehká atletika, judo                                                                         |                      |